# Тіффін (Айова)
Тіффін (англ. Tiffin) — місто (англ. city) в США, в окрузі Джонсон штату Айова. Населення — 4512 особи (2020).

## Географія
Тіффін розташований за координатами 41°43′0″ пн. ш. 91°39′16″ зх. д. / 41.71667° пн. ш. 91.65444° зх. д. (41.716567, -91.654541).  За даними Бюро перепису населення США в 2010 році місто мало площу 10,72 км², з яких 10,70 км² — суходіл та 0,02 км² — водойми.

## Демографія
Згідно з переписом 2010 року, у місті мешкало 1947 осіб у 800 домогосподарствах у складі 488 родин. Густота населення становила 182 особи/км².  Було 848 помешкань (79/км²).
Расовий склад населення:
| - 92,0 % — білих - 2,5 % — чорних або афроамериканців - 1,6 % — азіатів - 0,3 % — корінних американців - 0,1 % — вихідців з тихоокеанських островів |

До двох чи більше рас належало 3,0 %. Частка іспаномовних становила 3,6 % від усіх жителів.
За віковим діапазоном населення розподілялося таким чином: 27,4 % — особи молодші 18 років, 65,9 % — особи у віці 18—64 років, 6,7 % — особи у віці 65 років та старші. Медіана віку мешканця становила 31,2 року. На 100 осіб жіночої статі у місті припадало 95,7 чоловіків;  на 100 жінок у віці від 18 років та старших — 91,2 чоловіків також старших 18 років.
Середній дохід на одне домашнє господарство  становив 69 083 долари США (медіана — 57 125), а середній дохід на одну сім'ю — 79 027 доларів (медіана — 80 395). Медіана доходів становила 48 417 доларів для чоловіків та 44 196 доларів для жінок. За межею бідності перебувало 8,8 % осіб, у тому числі 22,6 % дітей у віці до 18 років та 0,0 % осіб у віці 65 років та старших.
Цивільне працевлаштоване населення становило 1468 осіб. Основні галузі зайнятості: освіта, охорона здоров'я та соціальна допомога — 35,6 %, мистецтво, розваги та відпочинок — 10,7 %, науковці, спеціалісти, менеджери — 10,5 %.